# Зорн, Триша
Триша Зорн (род. 1 июня 1964 года в Ориндже, Калифорния) — американская паралимпийская пловчиха, слепая от рождения. Она участвовала в паралимпийских соревнованиях по плаванию (категории инвалидности S12, SB12 и SM12). Она является самой успешной спортсменкой в истории Паралимпийских игр, завоевав 55 медалей (41 золотая, 9 серебряных и 5 бронзовых), например в Сеуле выиграла 12 золотых медалей, в том числе 10 индивидуальных титулов и две эстафеты.  При этом она установила девять мировых рекордов, и была введена в Зал славы Паралимпийских игр в 2012 году. Она дала паралимпийскую клятву спортсмена на летних Паралимпийских играх 1996 года в Атланте.

## Биография
Зорн училась в Университете Небраски-Линкольна.
Она участвовала в Паралимпийских играх 1980, 1984, 1988, 1992, 1996, 2000 и 2004 годов и выиграла в общей сложности 55 медалей (41 золотую, 9 серебряных, 5 бронзовых). На своих первых Играх в 1980 году она выиграла семь золотых медалей. На Играх 1992 года в Барселоне она была лидером неофициального личного медального зачёта: десять золотых и две серебряных медали. Она также возглавила личный рейтинг медалей на Паралимпийских играх 1996 года в Атланте: две золотые, три серебряные и три бронзовые.
На Играх 2000 года в Сиднее она также установила восемь мировых рекордов в своей категории инвалидности (плавание на спине 50 м, плавание на спине 100 м, плавание на спине 200 м, индивидуальное комплексное плавание 200 м, индивидуальное комплексное плавание 400 м, брасс 200 м, комплексная эстафета 4 × 50 м, свободная эстафета 4 × 50 м). По итогам Игр 2004 года она завоевала 55 медалей на Паралимпийских играх, больше, чем любой другой спортсмен любой национальности. Из них 41 золотая медаль, 9 серебряных и 5 бронзовых.
1 января 2005 года Зорн был одним из восьми спортсменов, которых чествовали во время празднования Нового года на Таймс-сквер в Нью-Йорке. Кроме неё на мероприятии присутствовали Иан Торп, Надя Комэнеч, Джордж Веа, Франсуаза Мбанго Этон, Гао Минь, Феликс Санчес и Барт Коннер. Восемь спортсменов были «в центре внимания во время празднования обратного отсчёта времени до Нового года». В 2012 году она была занесена в Международный зал славы паралимпийцев.